# Il duca de l'Omelette
Il duca de l'Omelette è un racconto breve di Edgar Allan Poe.

## Trama
Il nobile duca de l'Omelette muore dopo che gli viene servito un piccione e si ritrova all'inferno, che ha la foggia di un appartamento disposto in varie stanze adorne di opere d'arte.
Il duca ha una conversazione con il Diavolo e riesce a sfuggire alla dannazione scommettendo con lui in una partita a carte.